# 麻痹性痴呆
麻痹性痴呆是一种严重的神经精神病，病因是梅毒造成的慢性脑膜脑炎，梅毒和这种病的关系由弗里德里希·冯·埃斯马奇等首次发现于1857年，此前它一般被认为是天生的缺陷。其初期表现主要是神经衰弱、情绪波动等，晚期为产生幻觉、失忆等。